# Tommaso Orsini
Tommaso Orsini est un cardinal italien né à Rome, capitale des États pontificaux, et décédé le 10 juillet 1390 au château de Montenero Sabino.

## Biographie
Il est de la famille Orsini des papes Célestin III (1191-1198), Nicolas III (1277-1280) et Benoît XIII (1724-1730) et des cardinaux Matteo Orsini (1262), Latino Malabranca Orsini, O.P. (1278), Giordano Orsini (1278), Napoleone Orsini (1288), Francesco Napoleone Orsini (1295), Giovanni Gaetano Orsini (1316), Matteo Orsini (1327), Rinaldo Orsini (1350), Giacomo Orsini (1371), Poncello Orsini (1378), Giordano Orsini, iuniore (1405), Latino Orsini (1448), Cosma Orsini, O.S.B. (1480), Giovanni Battista Orsini (1483), Franciotto Orsini (1517), Flavio Orsini (1565), Alessandro Orsini (1615), Virginio Orsini, O.S.Io.Hieros. (1641) et Domenico Orsini d'Aragona (1743).
Tommaso Orsini est protonotaire apostolique.
Orsini est créé cardinal par le pape Urbain VI lors d'un consistoire vers 1383. Le cardinal Orsini est vicaire de Rome. C'est lui qui informe le pape d'une conspiration de six cardinaux contre le Saint-Père. Il est légat apostolique dans la province de Viterbe et l'Ombrie : il occupe les villes de Narni, Terni, Amelia et  Viterbe en 1387. Orsini est lui-même incarcéré en décembre 1382, pour avoir parlé contre le légat, qui l'a succédé à Viterbe ; il est libéré par le Pape. 
Le cardinal Orsini participe au conclave de 1389, lors duquel Boniface IX est élu et il couronne le nouveau pape.